# Qingshui Xiang (socken i Kina)
Qingshui Xiang (kinesiska: 清水, 清水乡) är en socken i Kina. Den ligger i provinsen Yunnan, i den sydvästra delen av landet, omkring 430 kilometer väster om provinshuvudstaden Kunming. Antalet invånare är 14 986. Befolkningen består av 7 289 kvinnor och 7 697 män. Barn under 15 år utgör 23,0 %, vuxna 15-64 år 67 %, och äldre över 65 år 9,0 %.
Genomsnittlig årsnederbörd är 1 368 millimeter. Den regnigaste månaden är juli, med i genomsnitt 357 mm nederbörd, och den torraste är januari, med 8 mm nederbörd.